# Пингвин (кёрлинг-клуб)
Кёрлинг-клуб «Пингвин» — кёрлинг-центр, расположенный в Ленинском районе Новосибирска. Открыт в 2015 году.

## История
Кёрлинг-клуб был открыт в августе 2015 года на Станционной улице в Ленинском районе Новосибирска рядом с Новосибирским экспоцентром.
В октябре 2015 года состоялось официальное открытие кёрлинг-центра.
В 2018 году при клубе была организована секция кёрлинга на колясках для людей с ограниченными возможностями.

## Общие сведения
Общая площадь клуба — 1,5 тыс м², площадь разделенной на 4 дорожки ледовой арены — 1000 м², на ней могут проводить занятия одновременно до 40 человек.
Зрительские трибуны рассчитаны на 300 человек.
Остальная площадь клуба приспособлена для бара-кафе, медицинских кабинетов, раздевалок и туалетов.

## Соревнования на арене клуба
- Чемпионат России по кёрлингу среди смешанных команд 2018
- Чемпионат России по кёрлингу среди смешанных команд 2019
- Чемпионат России по кёрлингу на колясках 2020
- Кубок России по кёрлингу на колясках 2021
- Чемпионат России по кёрлингу на колясках 2021
- Чемпионат России по кёрлингу среди смешанных команд 2021
- Кубок России по кёрлингу на колясках 2022
- Чемпионат России по кёрлингу на колясках 2023
- Кубок России по кёрлингу среди смешанных команд 2023
- Чемпионат России по кёрлингу на колясках 2024